# 北京地下鉄DKZ4型電車
北京地下鉄DKZ4型電車（ペキンちかてつDKZ4がたでんしゃ）は、北京地下鉄の電車の一つで、1号線・八通線で運行されている。1999年2月8日から運行開始。別名北京地下鉄S4000系電車と呼ぶ。

## 概要
1996年に発注し、1998年に6両編成31本（186両）が製造された。31編成のうち最初の19編成（S401~S419、現在番号更新済）は長春軌道客車製、残りの12編成（S420~S431、現在番号更新済）は北京地鉄車輛廠製である。1999年2月8日から運行を開始した。本車両は北京地下鉄初のVVVFインバータ制御車両である。現在は四恵車両基地と古城車両基地に配置されている。

## 車体
車体は丸みを帯びた構造である。ドアは引き戸で空気式で、各車両にそれぞれ片側4つのドアがある。車内にはLEDディスプレイやエレクトロニックフラッシュ、液晶ディスプレイが搭載されている。運転席のマスコンはハンドル式で、力行4段+制動7段となっている。

## 機器類
元制御装置は、東洋電機製造製のGTO素子（4500V/4000A）を用いたVVVFインバータ制御で、出力は1200KVAである。
補助電源装置は40KVA出力の静止形インバータで、直流750Vから交流220V・直流110V・直流24Vに変換する。

## 改造
2008年の北京オリンピックに備えて、2007年から2012年にかけて北京地鉄車輛廠で改造が行われた。
更新内容は以下の通り：
- 塗装を白色から銀灰色に変更
- 冷房（12kW）の設置（製造当初は扇風機のみ）
- 懐中電灯およびLEDディスプレイの設置

## 保安装置
1号線の新たなCBTCシステムに対応するため、2013年から2016年まで、運転台コンソールの変更、CBTC用の保安装置の設置、制御装置の交換が行われた。制御装置は、東洋電機製造元設計・湖南湘電東洋電気製のIGBT素子VVVFインバータに変更された。当初、以前のATP装置は客室に置かれていたが、1号線でCBTCの運用が開始された後、元のATP装置は撤去された。現在は全車両で更新が完了している。 

## 編成
|                     | DKZ4← 苹果園四恵東 →                                     |                                                                              |                                                          |          |                                                                              |                                                          |
| 号車                | 1                                                        | 2                                                                            | 3                                                        | 4        | 5                                                                            | 6                                                        |
| 集電靴              | ○                                                        |                                                                              | ○                                                        |          |                                                                              | ○                                                        |
| 形式                | DK28 (Mc)                                                | DK30 (T)                                                                     | DK29 (M)                                                 | DK31 (T) | DK31 (T)                                                                     | DK28 (Mc)                                                |
| ユニット            | 1                                                        | 1                                                                            | 2                                                        | 2        | 3                                                                            | 3                                                        |
| 主要機器 （更新後） | 東洋電機製造元設計 RG6023-A-M IGBT - VVVF (L) 1C2M × 2群 | 南京華士電子製 180NB-101 または 東洋電機製造元設計 RG4056-A-M IGBT - SIV (L) | 東洋電機製造元設計 RG6023-A-M IGBT - VVVF (L) 1C2M × 2群 | -        | 南京華士電子製 180NB-101 または 東洋電機製造元設計 RG4056-A-M IGBT - SIV (R) | 東洋電機製造元設計 RG6023-A-M IGBT - VVVF (R) 1C2M × 2群 |
| 主要機器 （更新後） | CP (R)                                                   | 南京華士電子製 180NB-101 または 東洋電機製造元設計 RG4056-A-M IGBT - SIV (L) | 東洋電機製造元設計 RG6023-A-M IGBT - VVVF (L) 1C2M × 2群 | -        | 南京華士電子製 180NB-101 または 東洋電機製造元設計 RG4056-A-M IGBT - SIV (R) | CP (L)                                                   |
| 車両重量            | 33.5t                                                    | 26.9t                                                                        | 32.1t                                                    | 24.3t    | 26.9t                                                                        | 33.5t                                                    |
| 定員                | 230人                                                    | 245人                                                                        | 245人                                                    | 245人    | 245人                                                                        | 230人                                                    |

凡例　SIV：補助電源装置（静止形インバータ）
- 冷房化前の車内の様子（2009年12月）
- 冷房化前の運転台（2009年12月）
- 冷房化後の車内の様子（2015年4月）
- 運転台（2018年8月）
- 冷房化後の車内の様子（2021年5月）

## 配属
- 四恵車両基地：01 001~01 029 編成
- 古城車両基地：01 030~01 031 編成

## 事故など
- 2009年6月28日午前9時36分頃、西単駅 - 復興門駅間で故障が発生した。
- 2013年5月にS402編成が故障した。運用を離脱し、四恵車両基地へ送り込まれた。保安装置と運転台コンソールの更新を施工後、2015年2月に運用に復帰した。